# Bashar ibn Burd
Bashār ibn Burd (714-783, en árabe: بشار بن برد apodado al-Mura'ath, que significa «el trenzado»), fue un poeta de finales de los omeyas y los primeros períodos abasíes. Bashar era de origen persa y su abuelo fue llevado cautivo a Irak, pero su padre fue un liberto (mawla) de la tribu Uqayl . Algunos eruditos árabes consideraron a Bashar el «primer poeta moderno», y uno de los pioneros del badi  en la literatura árabe. Ejerció una gran influencia en la generación posterior de poetas.

## Vida
Bashar era ciego de nacimiento y se dice que fue feo, en parte como resultado de la cicatrización de la viruela en la cara. Creció en el rico entorno cultural de Basora y mostró sus talentos poéticos a una edad temprana. Bashar cometió alguna falta con algunas figuras religiosas, como Malik ibn Dinar y al-Hasan al-Basri, que condenaron su poesía por su libertinaje. Intercambió Hija (sátiras) con varios poetas. Como era anti- Mu'tazili , criticó a Wasil ibn Ata, que según algunas versiones es considerado el fundador de la escuela mutazilita de pensamiento islámico.
Después de que los abasíes construyeran Bagdad, Bashar se trasladó allí desde Basora en 762. Bashar se asoció con el califa al-Mahdi. Debido a su libertinaje, al-Mahdi le ordenó no escribir más poesía amorosa. Bashar rápidamente violó la prohibición.

## Muerte
Existen múltiples historias del final de Bashar. Ammiel Alcalay en 1993 argumentó que Bashar fue condenado como hereje y ejecutado por al-Mahdi en 783. Hugh Kennedy, por otro lado, comenta el relato de al-Tabari de que Ya'qub ibn Dawud había asesinado a Bashar en las marismas entre Basora y Bagdad.

## Estilo
La mayor parte de su Hija ', sátiras con estilo tradicional, mientras que su fakhr o poesía árabe expresa sus sentimientos Shu'ubi, alzándose con los logros de sus antepasados persas y denigrando a los «árabes incivilizados». El siguiente verso de Bashar demuestra su admiración por el zoroastrismo (la religión de sus antepasados persas) sobre el islam al preferir la postración (sajdah) hacia el fuego: Shaitan como otros genios fue creado a partir del fuego sin humo en lugar del suelo (origen de Adán).
الارض مظلمة و النار مشرقة
والنار معبودة مذكانت النار

## Otras lecturas
Esat Ayyıldız, Abbâsî Dönemi Şairi Beşşâr b. Burd'un Uzun Manzumeleri, Filoloji Alanında Araştırma ve Değerlendirmeler, Ankara: Gece Kitaplığı, 2021, v. 2, p.27-58.